# Menko
Menko is de naam van diverse voormalige textielbedrijven te Enschede, genoemd naar de achternaam van de familie achter de onderneming.

## Ondernemingen
De textielactiviteiten van de familie Menko dateren van het midden van de 19de eeuw. De in Duitsland geboren Nathan Menko vestigde zich in het midden van de 18de eeuw in Twente.  Zijn kleinzoon Jacob Menko vestigde zich in 1830 in Enschede. Zijn zonen Salomon (1836-1909) en Nathan Jacob Menko (1839-1921) begonnen elk een eigen textielbedrijf. Aanvankelijk waren ze actief als opkoper van katoenafval maar werkten zich op van handelaar in afval tot fabrikant. Eerst maakten ze gebruik van boerenfamilies voor het katoenweven door hen thuiswerk te laten verrichten. Nathan Jacob Menko kocht in 1881 de fabriek van Jannink en Ter Kuile aan de Zuiderhagen te Enschede en in 1893 die van Elderink & Co.. Broer Salomon werd de oprichter van de firma S.J. Menko. Rond 1900 behoorden beide bedrijven tot de grotere in hun branche in Enschede. N.J. Menko richtte in 1912 een spinnerij op, die later bekendstond als Spinnerij Roombeek.  Beide broers behoorden in Enschede tot de meest succesvolle fabrikanten en verwierven een groot familiefortuin.
Het fabriekencomplex van Menko en van de Spinnerij Roombeek bevond zich tussen de Roomweg, Voortsweg, Hulsmaatstraat en de huidige Lonnekerspoorlaan. De weverij en ververij werden in 1906 gebouwd. De spinnerij Roombeek verrees in 1912. In 1965 werd Menko opgenomen in de Koninklijke Nederlandse Textiel-Unie (KNTU), die in 1973 failliet ging. Wat restte was het opslaggebouw met de karakteristieke watertoren. In het oude directiegebouw van Menko, op de hoek van de Voortsweg en de Hulsmaatstraat was het Projectbureau Roombeek gevestigd. Dit gebouw was in 1952 gebouwd naar een ontwerp van bureau Op ten Noort Blijdenstein te Utrecht.

## Familie
De familie Menko-Van Dam bewoonde een villa naast de stadsweide-ingang van het Volkspark. Deze woning is ontworpen door Karel de Bazel, die tevens interieurstukken voor het echtpaar ontwierp.

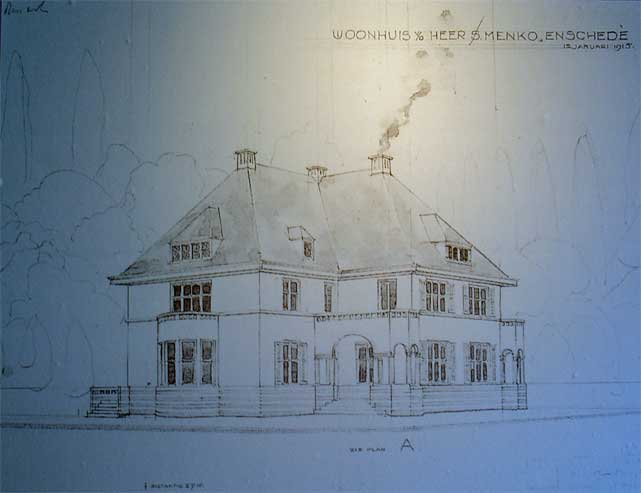
Ontwerp Menko-van-Dam huis in Enschede
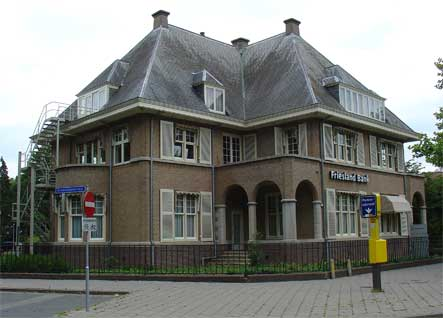
Villa Menko-Van Dam
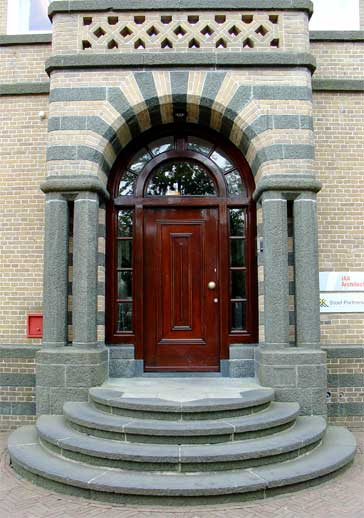
Entree van de villa Menko-Edersheim
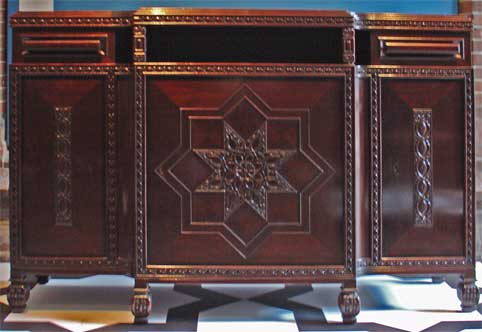
Kast voor het echtpaar Menko-van Dam
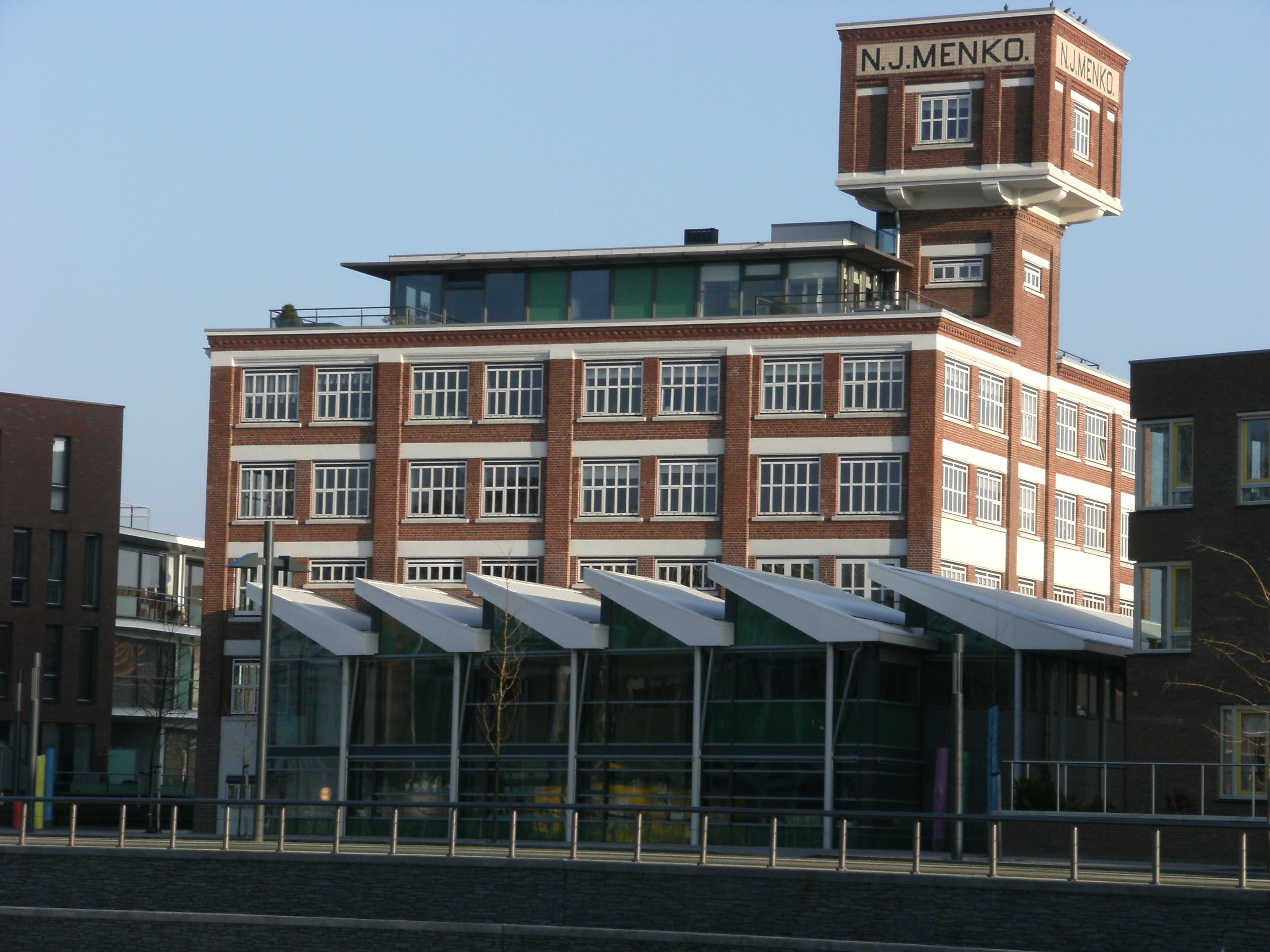
Voormalig fabrieksgebouw met watertoren